# HOBO Walking
「HOBO Walking」（ほーぼー ウォーキング）は、山崎まさよし通算26枚目のシングル。2010年7月28日発売。制作はNAYUTAWAVE RECORDS、発売・販売元はユニバーサルミュージック合同会社。

## 解説
本シングル盤は、山崎まさよし単独名義としては2010年代初の公式リリース作品となる。前作「春も嵐も」より1年4ヶ月ぶりのシングル。所属芸能事務所内の公式ページ内で、ミュージシャン・デビュー15年を経た自分をそのまま歌った“叙情レゲエ”ソングであると山崎本人がコメントをしている。
CDソフト発売を前倒しし、着うたが先行配信された。同じく発売前の2010年7月3日には、東京ミッドタウンで行われたTOKYO FM系列ラジオ番組『4ROOMS』の七夕直前公開イベントにゲスト出演し、タイトル曲が一足早く聴衆の前で演奏された。この模様は、同局系番組『Chigusaの1ROOM supported by Pioneer』内で7月4日に放送されている。
カップリング曲の一部は、2010年2月28日に神戸WYNTERLANDで行われたイベント『音届SPECIAL LIVE』において披露された楽曲のライブ・バージョン。ほか、新曲となる「シングルマン」は、歌詞に過去に発表したシングルA面曲のタイトルが散りばめられている。
初回限定盤（規格品番：UPCH-89084）は、上記ライブ・イベント『音届SPECIAL LIVE』におけるパフォーマンス映像を収めたDVD付き。ひとつのシングル内で、同じ日に開催されたライブ公演から歌唱音源と歌唱映像を抜粋し、CDとDVDそれぞれに収録して商品化したのは、山崎にとって本作品が初めてである。ただし、同一ツアーで日付が異なるライブ公演の歌唱音源（CD）と歌唱映像（DVD）をシングル内に収録した作品は存在する。ディスクジャケット写真が異なるCDのみの通常盤も発売された（規格品番：UPCH-80192）。初回盤では沢山の犬を連れた全身姿、通常盤は犬を抱いたアップ写真が採用されている。
発売当時のプレス分にはCDパッケージ内に、同年8月に都立夢の島陸上競技場で開催された「Augusta Camp 2010」の情報が記載されたフライヤーが封入。

## 収録曲

### CD
1. HOBO Walking（4:39）
  - 作詞・作曲・編曲: 山崎将義
2. シングルマン（3:52）
  - 作詞・作曲・編曲: 山崎将義
3. レイトショウへようこそ（音届SPECIAL LIVE 2010/2/28）（5:47）
  - 作詞・作曲: 山崎将義
4. 月明かりに照らされて（音届SPECIAL LIVE 2010/2/28）（4:35）
  - 作詞・作曲: 山崎将義
5. HOBO Walking（Instrumental）（4:38）

### DVD
- 音届 SPECIAL LIVE 2010/2/28@WYNTERLAMD

1. Greeting Melody
2. 僕と不良と校庭で
3. セロリ
4. 月明かりに照らされて

## 関連作品
- HOBO Walking

HOBO's MUSIC
- シングルマン

HOBO's MUSIC
- レイトショウへようこそ（音届SPECIAL LIVE 2010/2/28） - アルバム未収録
- レイトショウへようこそ

アトリエ
- 月明かりに照らされて（音届SPECIAL LIVE 2010/2/28） - アルバム未収録
- 月明かりに照らされて

アレルギーの特効薬
BLUE PERIOD
- 月明かりに照らされて（Live Version）

ONE KNIGHT STANDS
- 月明かりに照らされて（Live Version #2）

Transit Time